# Gaolong (köpinghuvudort i Kina, Hunan Sheng, lat 26,95, long 113,79)
Gaolong (kinesiska: 高陇, 高陇镇) är en köpinghuvudort i Kina. Den ligger i provinsen Hunan, i den södra delen av landet, omkring 160 kilometer sydost om provinshuvudstaden Changsha. Antalet invånare är 18 632. Befolkningen består av 9 090 kvinnor och 9 542 män. Barn under 15 år utgör 17,0 %, vuxna 15-64 år 75 %, och äldre över 65 år 7,0 %.
Runt Gaolong är det ganska tätbefolkat, med 185 invånare per kvadratkilometer. Närmaste större samhälle är Yaopi, 15,0 km väster om Gaolong. I omgivningarna runt Gaolong växer i huvudsak blandskog.
Genomsnittlig årsnederbörd är 1 971 millimeter. Den regnigaste månaden är maj, med i genomsnitt 295 mm nederbörd, och den torraste är oktober, med 26 mm nederbörd.